# Down in the Flood
Down in the Flood – piosenka napisana przez Boba Dylana, którą nagrał w 1967 roku z udziałem grupy The Band. Ponownie Dylan zarejestrował utwór w 1971 r., który wydany został na albumie Bob Dylan’s Greatest Hits Vol. II (1971).
Kompozycja znana jest także jako „Crash on the Levee (Down in the Flood)” (czasem połączone tytuły zapisane są odwrotnie) lub „Crash on the Levee”.

## Historia
Po raz pierwszy ten utwór został zarejestrowany w 1967 r. w domowym studiu w suterenie domu kanadyjskiej grupy The Band w Woodstock (stan Nowy Jork) w dwu wersjach.
Początkowo tytuł piosenki brzmiał „Crash on the Levee”. Jednak w tomie oficjalnie opublikowanych tekstów artysty Lyrics 1962–1985 nosi już tytuł „Down in the Flood”.
Później „Down in the Flood” został nagrany na 12. sesji do albumu New Morning (1970), a właściwie na sesjach postalbumowych w Columbia Studio B w Nowym Jorku. Na album Greatest Hits trafiła druga z dwu prób jej nagrania. Oprócz niej Dylan nagrał jeszcze: „Only a Hobo” (5 prób) „I Shall Be Released” (4 próby) i „You Ain’t Goin’ Nowhere” (2 próby). z wyjątkiem „Only a Hobo” na ten album trafiły pozostałe utwory z sesji: „I Shall Be Released” (wersja 4.) i „You Ain’t Goin’ Nowhere” (wersja 6.). Producentem sesji był sam Dylan.
Wersja Dylana w duecie z Happym Traumem z 1971 r., nie dorównuje oryginałom, w części zapewne z powodu akompaniamentu grupy The Band na nagraniach z Woodstock.
Utwór ten jest opowieścią narratora-ofiary powodzi, jednak bez wpadania w panikę, co sugeruje, że był on już w takiej sytuacji wielokrotnie.
Kompozycja należy do całej rodziny bluesów komentujących i opisujących aktualne wydarzenia, w tym zatonięcie Titanica. Dylan wzorował się na wcześniejszych utworach. Zwłaszcza widoczny jest tu wpływ „James Alley Blues” amerykańskiego gitarzysty Richarda „Rabbita” Browna związanego z Nowym Orleanem. Blues ten został nagrany 11 marca 1927 r. w Nowym Orleanie. Przy braku wznowień mógłby on być nieznany Dylanowi, jednak ukazał się na jednym z najważniejszych i najbardziej wpływowych wydawnictw z amerykańską muzyką folkową Anthology of American Folk Music (1952). Wyboru listy utworów dokonał Harry Smith bazując na swojej kolekcji płyt. Z tego zestawu korzystały kolejne pokolenia muzyków folkowych. Cała dylanowska fraza Well, it’s sugar for sugar, and salt for salt / If you go down in the flood, it’s gonna be your own fault jest zaczerpnięta z tekstu Browna: I been giving sugar for sugar, let you get salt for salt / And if you can’t get along with me, well, it’s your own fault.
Dylan był osłuchany z utworami bluesowymi, więc takich zapożyczeń jest więcej, np. But oh mama, ain’t you gonna miss your best friend now? / You’re gonna have to find yourself / Another best friend, somehow. Takie frazy związane z „najlepszym przyjacielem” (ang. best friend) można znaleźć w wielu bluesach, np. u Lightnin’a Hopkinsa czy Mississippi Freda McDowella.

### Wykonania koncertowe
Piosenka „Down in the Flood” nie była wykorzystywana przez Dylana na koncertach aż do 1995 r. Potem, po dokonaniu ponownej aranżacji, stała się ważnym elementem koncertów, dopełniona chórkami i bluesową harmonijką Dylana. Od 1997 do 2000 r. artysta przestał wykonywać utwór podczas koncertów. Muzyk powrócił do tej piosenki ponownie w latach 2000–2001.

## Personel
Sesja 12.
- Bob Dylan – pianino, gitara, harmonijka, wokal
- Happy Traum – gitara, bandżo, gitara basowa, wokal towarzyszący

## Dyskografia
Albumy
- 1975: The Basement Tapes (wyk. Bob Dylan i The Band)
- 2003: Masked & Anonymous (ścieżka dźwiękowa do filmu Jeźdźcy Apokalipsy)
- 2001: Rock of Ages (The Band i Bob Dylan)

Bootlegi
- 2001: A Tree with Roots (4×CD: CD #3)

## Wersje innych wykonawców
- 1971: Sandy Denny – North Star Grassman and the Ravens
- 1971: Toger Tillison – Roger Tillison’s Album
- 1972: Blood, Sweat and Tears – New Blood
- 1972: Chris Smither – Don’t Drag It On (Another Way to Find You, 1991)
- 1996: Christine Ohlman and Rebel Monte – Radio Queen (Hard Way, 1996)
- 1996: Lester Flatt and Earl Scruggs – 1964–1969, Plues
- 1998: Ritchie Blackmore – Take It: Sessions '63–'68
- 1999: Jimmy LaFave – Trail
- 1999: Leon Russell – Face in the Crowd
- 1999: Fairport Convention – The Best of Fairport 1972–1984
- 2002: Blood, Sweat & Tears – album różnych wykonawców Doin’ Dylan 2